# 範圍解
範圍解，通常是不等式的解集合。
例如：
{\displaystyle x+3<10}
的解，就是所有小於7的數{x | x < 7}，或簡記為x < 7。
一維的範圍解常表示為數線上的區間。二圍的範圍解常表示為座標平面上的區域。在線性規劃中，常要在特定的範圍內，求一函數的極值。在積分領域，也常需要在特定的範圍內，求一函數的積分。
通常，不等式的範圍解，即用來標定特定的範圍。